# Kreider Machine Company
Kreider Machine Company war ein US-amerikanischer Hersteller von Automobilen.

## Unternehmensgeschichte
Das Unternehmen hatte seinen Sitz in Lancaster in Pennsylvania. 1905 begann unter Leitung von Enos K. Kreider die Produktion von Automobilen. Der Markenname lautete K & M. Im gleichen Jahr endete die Kraftfahrzeugproduktion. Aufgelöst wurde das Unternehmen erst 1913.

## Fahrzeuge
Das einzige Modell war ein Highwheeler mit Vollgummireifen. Es hatte einen Zweizylindermotor in Fahrzeugmitte. Er leistete 18 PS und trieb über ein Zweiganggetriebe und eine Kette die Hinterachse an. Das Fahrgestell hatte 259 cm Radstand. Die offene Karosserie bot auf zwei Sitzbänken Platz für vier Personen. Die hintere Bank konnte zum Warentransport entfernt werden. Ungewöhnlich war, dass das Fahrzeug als Antriebsquelle für Geräte genutzt werden konnte. Genannt sind Holzsägen, Wasserpumpen und Maismühlen.